# Eurynomeus granulata
Eurynomeus granulata är en insektsart som beskrevs av Frederick Arthur Godfrey Muir 1921. Eurynomeus granulata ingår i släktet Eurynomeus och familjen vedstritar.
Artens utbredningsområde är Samoa. Inga underarter finns listade i Catalogue of Life.